# Hermann von Witzleben (Kammerherr)
Johann Rudolf Hermann von Witzleben (* 6. März 1816 in Beuchlitz; † 24. April 1890 in Wiesbaden) war preußischer Kammerherr, Premierleutnant a. D., Rechtsritter des Johanniterordens und Besitzer des Rittergutes Kitzscher.
Er stammte aus dem Thüringer Uradelsgeschlecht von Witzleben und war der Sohn des Schriftstellers August von Witzleben und dessen dritten Ehefrau Charlotte verw. von Billerbeck geb. von Möllendorff, die die Rittergüter Oberhof und Unterhof sowie das Schkölische Gut in Beuchlitz aus ihrer ersten Ehe mit in die Ehe brachte. 1846 heiratete er in Oppach Anna von Nostitz und Jänckendorff. Aus dieser Ehe gingen sieben Kinder hervor, darunter Margarethe von Witzleben.